# Ligne de contact (Haut-Karabagh)

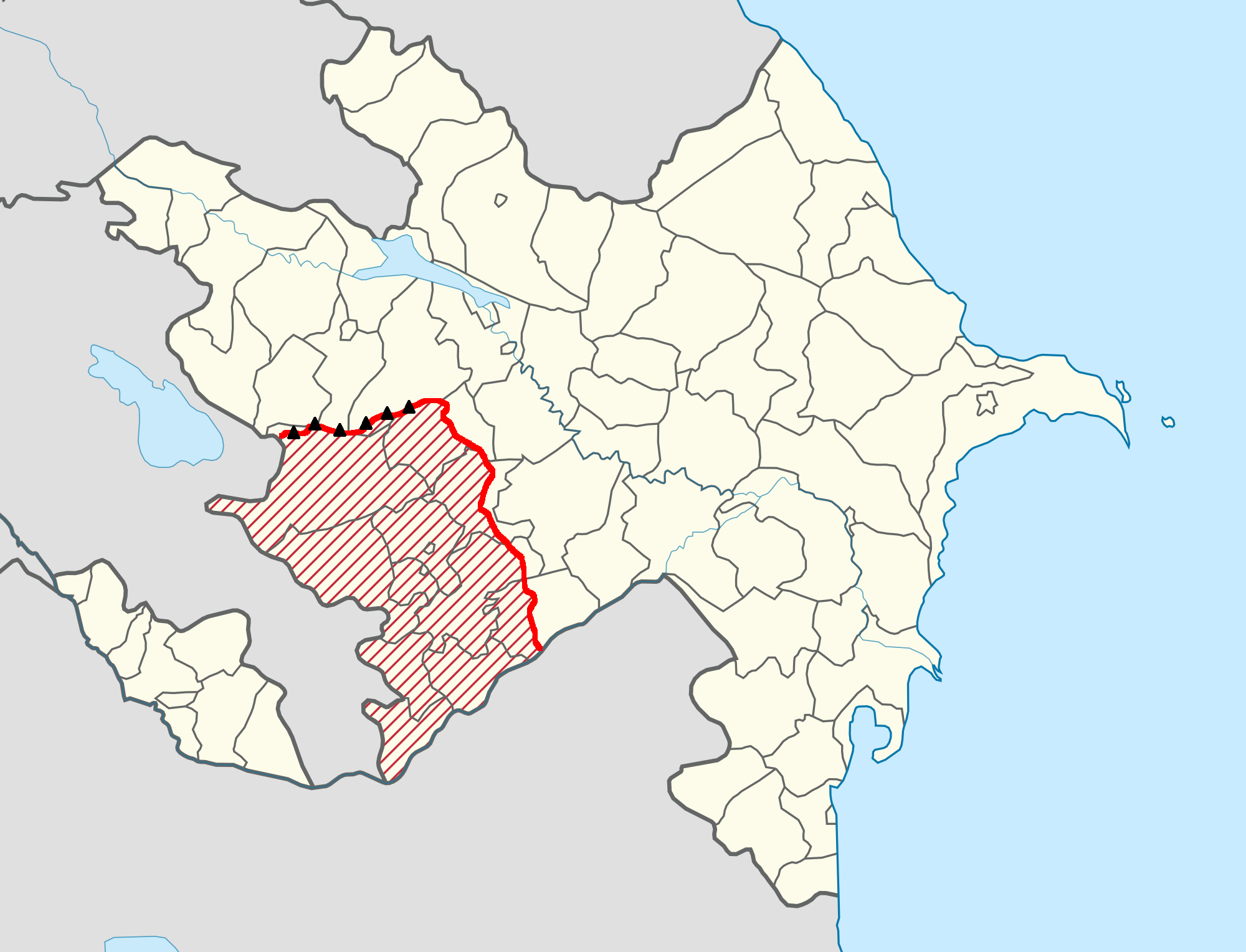
La ligne de contact du Haut-Karabagh (1994-2020) en rouge, avec la chaîne de montagnes Murovdag largement non gardée au nord.

La ligne de contact au Haut-Karabagh (arménien : շփման գիծ, shp'man gits ; azéri : təmas xətti) est la ligne de contrôle militaire qui séparait les forces arméniennes (l'armée de défense du Haut-Karabagh et les forces armées de la république d'Arménie) et les forces armées azerbaïdjanaises de la fin de la première guerre du Haut-Karabagh en 1994 jusqu'à l'accord de cessez-le-feu du Haut-Karabagh de 2020.
Elle est constituée au lendemain du cessez-le-feu de mai 1994 qui met fin à la première guerre du Haut-Karabagh (1988-1994). Au cours de son existence, la chaîne de montagnes de Murovdag forme la partie nord de la ligne de contact, servant essentiellement de frontière naturelle entre les deux forces,. La longueur de la ligne de contact est comprise entre 180 et 200 kilomètres jusqu'en 2020.
En 2016, la ligne de front s'est légèrement décalée pour la première fois depuis le cessez-le-feu de 1994, lorsque l'Azerbaïdjan reprend quelques hectares de territoire durant la guerre des Quatre Jours.
La ligne de contact disparaît pendant la guerre du Haut-Karabagh de 2020, après des gains militaires importants de l'Azerbaïdjan contre la République d'Artsakh, non reconnue au niveau international, notamment en capturant des territoires correspondant à l'oblast autonome du Haut-Karabagh d'origine. Les forces arméniennes se retirent ensuite de la quasi-totalité des territoires du Karabagh (oblast autonome lui-même et sept districts azerbaïdjanais occupés) dans le cadre de l'accord de cessez-le-feu de 2020, mettant officiellement fin à l'existence de la ligne de contact. Une nouvelle ligne de contact existe entre la zone artsakhiote restante dans l'ancien oblast autonome contrôlé par les forces de maintien de la paix des forces armées russes et les territoires azerbaïdjanais repris.